# La Crotz de Gassin
La Crotz Valmer (en francès La Croix-Valmer) és un municipi francès situat al departament del Var i a la regió de Provença – Alps – Costa Blava.

## Demografia
| 1962                                       | 1968  | 1975  | 1982  | 1990  | 1999  | 2006  |
| ------------------------------------------ | ----- | ----- | ----- | ----- | ----- | ----- |
| 1.110                                      | 1.380 | 1.759 | 2.064 | 2.634 | 2.734 | 3.303 |
| Des de 1962: població sense dobles comptes |       |       |       |       |       |       |

## Administració
| Període   | Identitat         | Partit |
| --------- | ----------------- | ------ |
| 2001-2008 | Pierre Bérenguier |        |
| 2008-     | François Gimmig   |        |